# Premium Platform Combustion
Die Premium Platform Combustion (PPC) ist ein Plattform-Baukastensystem für das „Premium“-Segment von Verbrennerfahrzeugen des VW-Konzerns. Dieses besteht dort neben der PPE-Plattform für Elektrofahrzeuge dieses Marktsegments. Ein weiterer Baukasten im gleichen Segment ist der Modulare Standardantriebsbaukasten. 2024 erschien mit dem Audi A5 B10 das erste Auto auf dieser Plattform.

## Modelle
| Bauzeit   | Hersteller | Baureihe        | Bild |
| --------- | ---------- | --------------- | ---- |
| seit 2024 | Audi       | A5 B10          |      |
| seit 2024 | Audi       | Q5 GU           |      |
| seit 2024 | Audi       | Q5 GU Sportback |      |
| seit 2025 | Audi       | A6 C9           |      |

## Zweck und Ausrichtung
Mit der Plattform sollen weitgehende verbrennerspezifische Vereinheitlichungen über mehrere Fahrzeugmodelle erreicht werden. Auf der Plattform basieren Fahrzeuge mit Ottomotoren (erstmal ohne Mild-Hybridsystem), Diesel (mit MHEVplus-Technologie) und später auch Plug-in-Hybride mit rund 100 Kilometern elektrischer Reichweite.

## MHEVplus-Technologie
Die Plattform ist die Erste des VW-Konzerns, die durch die Mild-Hybrid-Technologie auch vollständig elektrische Fahranteile ermöglichen, auch beim Rangieren. Dies senkt den Kraftstoffverbrauch und damit auch die CO2-Emissionen. Möglich wird dies durch ein 48-Volt-Bordnetz und einen Triebstranggenerator (TSG), bei dem ein Elektromotor/Generator an der Getriebewelle angebracht ist. Beim Audi A5 B10 leistet er 18 kW. Durch Rekuperation (Audi A5 B10, bis 25 kW) wird der Strom gewonnen, da erst bei stärkerem Bremsen die mechanische Bremse einsetzt.

## Weitere Baukästen und Plattformen des VW-Konzerns
- Modulare Querbaukasten (MQB) – Plattformkonzept mit quer eingebautem Antriebsstrang der Volkswagen AG.
- Modularer Längsbaukasten (MLB) – Plattformkonzept für längs eingebauten Antriebsstrang der Volkswagen AG.
- Modulare Standardantriebsbaukasten (MSB) – Plattformkonzept für Fahrzeuge mit Allrad- oder Hinterradantrieb.
- Modulare E-Antriebs-Baukasten (MEB) – Plattformkonzept für batterie-elektrische Autos der Volkswagen AG.
- Premium Platform Electric (PPE) – Plattformkonzept für das „Premium“-Segment von Elektrofahrzeugen der Volkswagen AG.
- Scalable Systems Plattform (SSP) – soll als konzernweite Mechatronik-Plattform die Plattformen MQB, MLB, MSB sowie insbesondere MEB und PPE ablösen. Auf der SSP basierende reine Elektrofahrzeuge sollen ab 2026 produziert werden.[5][6]